# هتل کپسولی

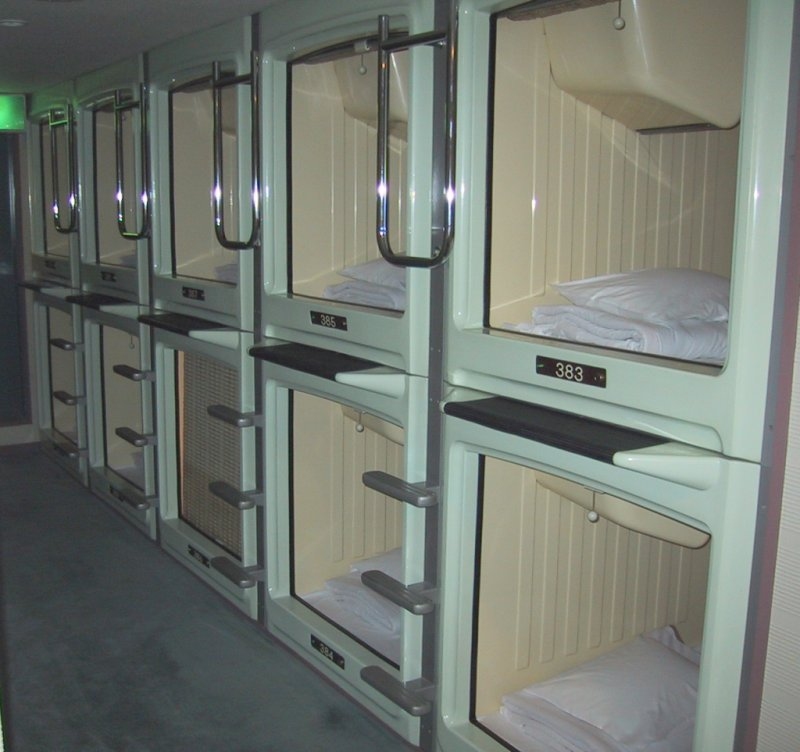
هتل کپسول در اوساکای ژاپن

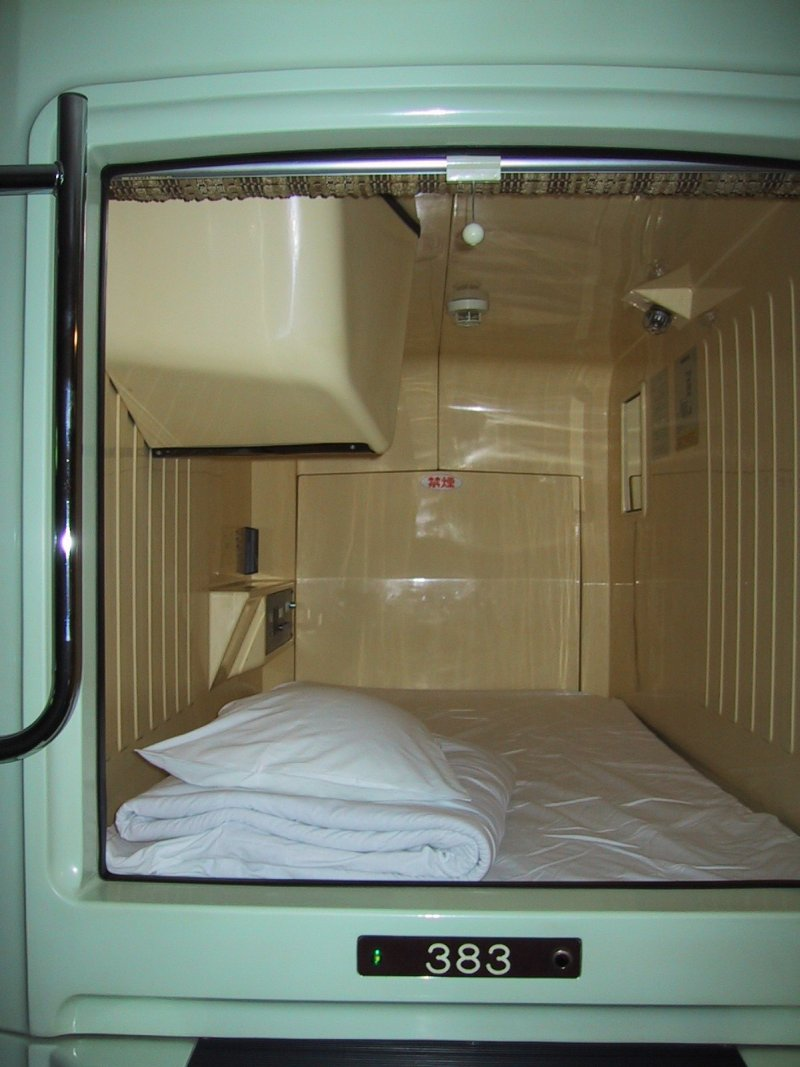
نمایی از داخل اتاقها:
جعبه تلویزیون در گوشه سمت چپ اتاق و آینه در سمت راست انتهای کپسول دیده می‌شوند. نور و دما نیز توسط دستگاه کنترل داخل کپسول قابل کنترل هستند.

هتل کپسول یا هتل کپسولی (به ژاپنی: カプセルホテル) نوعی هتل است که ویژگی آن وجود اتاقهای زیاد و بسیار کوچکی است که مانند کپسول کنار هم قرار گرفته‌اند. این هتل برای اقامت یک شبه و ارزان قیمت مسافرانی طراحی شده‌است که نیاز به امکانات هتل‌های لوکس و گرانقیمت ندارند.
جنس دیواره اتاقهای این نوع هتل‌ها عموماً از پلاستیک یا فایبرگلاس می‌باشد.

## پیدایش
هدف از طراحی هتل کپسولی، طراحی حداقل فضای ممکن برای خوابیدن به همراه ارائه حداکثر امکانات برای آن بود.
معمار و طراحی کپسول خواب شخصی به نام کیشو کوروکاوا بود.
اولین هتل کپسولی جهان، هتل کپسولی اوساکا بود که در سال ۱۹۷۹ در شهر اوساکای ژاپن تأسیس شد.
چین از دیگر کشورهایی است که هتل کپسولی را برای اسکان ارزان قیمت گردشگران خارجی و شهروندان خود تأسیس کرده‌است.

## امکانات
امکانات ارائه شده در کپسول‌ها بسته به نوع هتل متفاوت است. معمولاً سرویس اینترنت پرسرعت، تلویزیون، آینه دیواری و امکان کنترل نور و دما در اتاقهای آن‌ها وجود دارد.
در این گونه هتل‌ها، قفسه‌هایی به مسافران تحویل داده می‌شود تا بار و اثاثیه خود را در بیرون کپسول نگهداری کنند.
دستشویی و حمام به صورت عمومی و در خارج از اتاق وجود دارند. برخی از هتل‌ها امکانات بیشتری نظیر سونا، جکوزی، استخر و رستوران را در بیرون اتاقهای کپسولی برای مسافران خود فراهم کرده‌اند.